# Le Monde après nous (film, 2023)
Pour les articles homonymes, voir Le Monde après nous.
Pour plus de détails, voir Fiche technique et Distribution.
Le Monde après nous (Leave the World Behind) est un thriller psychologique post-apocalyptique écrit et réalisé par Sam Esmail, sorti en 2023.
Il s'agit d'une adaptation du roman publié en 2020 par Rumaan Alam. Il met en vedette Julia Roberts (qui produit également le film), Mahershala Ali, Ethan Hawke, Myha'la et Kevin Bacon.
Le film est présenté en avant-première mondiale au Grauman's Chinese Theatre le 25 octobre 2023 et la sortie en salles prévue le 22 novembre dans certains pays et sur Netflix le 8 décembre 2023.
Les vacances d'une famille à Long Island sont interrompues par deux étrangers qui annoncent une mystérieuse panne d'électricité. Alors que la menace devient de plus en plus imminente, les deux familles doivent décider de la meilleure façon de survivre à la crise potentielle, tout en se débattant avec leur propre place dans ce monde qui s'effondre.

## Synopsis
À New York, Amanda Sandford organise un week-end de vacances impromptu pour elle et sa famille, dans le but de passer du temps ensemble. Avec son mari Clay et leurs enfants, Rose et Archie, ils se rendent en voiture dans une maison louée à Long Island. Alors qu'elle fait ses courses dans la ville voisine, elle aperçoit un homme s'approvisionner en grandes quantités de nourriture en conserves et d'eau. Plus tard, la famille se détend sur une plage voisine, et ils assistent à l'échouage d'un pétrolier près d'eux, les obligeant à battre en retraite. De retour à la maison, ils constatent que la télévision et le wi-fi sont devenus inutilisables et découvrent un couple de cerfs dans le jardin.
Cette nuit-là, arrivent deux personnes, qui se présentent comme George H. Scott alias « G.H. » et sa fille Ruth, affirmant que la maison est la leur. Ils expliquent qu'une panne de courant dans la ville les a obligés à revenir chez eux et à trouver refuge dans leur propriété ; Amanda est méfiante, mais Clay les croit et leur permet de rester. Par la suite, la télévision affiche un message de l'Emergency Alert System sur toutes les chaînes.
Le lendemain matin, Rose est frustrée que l'internet et la télévision de la maison soient toujours en panne, ce qui l'a empêchée de regarder l'épisode final de la série Friends. Amanda remarque des alertes d'information sur son téléphone concernant la panne de courant, dont l'une est attribué à des pirates informatiques. Rose est témoin de la présence de cerfs en plus grand nombre. Tentant d'en savoir plus, Clay se rend en ville pendant que G.H. se dirige vers la maison de ses voisins. Clay se perd parce que son GPS ne fonctionne plus et voit sur le bord de la route une femme hispanophone qui cherche de l'aide mais l'abandonne, n'arrivant pas à communiquer avec elle, avant de voir passer un drone qui largue des tracts écrits en alphabet arabe. Pendant ce temps G.H. trouve la maison des voisins en désordre, tente vainement d'utiliser un téléphone satellite qui s'y trouve, et va vers la plage attenante et découvre éparpillés des débris humains et ceux de l'épave d'un avion qui s'est écrasé, évitant même de peu un deuxième accident. De son côté, Rose, préoccupée par la présence du cerf, fait une randonnée avec Archie dans les bois voisins, où ils tombent sur un cabanon vide. Archie découvre et enlève une tique remplie de sang de sa cheville sur le chemin du retour.
De retour à la maison, G.H. confie à Amanda les événements dont il a été témoin. Il émet l'hypothèse que les communications par satellite à l'échelle nationale ont été perturbées, mais il est interrompu par un son strident. Amanda se souvient de l'homme qui stockait des vivres la veille, et G.H. suppose qu'il s'agit de Danny, son entrepreneur local, adepte du survivalisme. Clay revient secoué et montre le tract, qu'Archie traduit partiellement par « Mort à l'Amérique ». Dépassés par les événements, les Sandford quittent la maison, avec l'intention de se rendre chez la sœur d'Amanda dans le New Jersey, mais trouvent l'autoroute encombrée en raison de collisions répétées de voitures Tesla en mode pilote automatique, et évitent de peu de nouvelles voitures qui arrivent. Ils sont obligés de retourner chez G.H. Tout au long de la nuit, Ruth pose des questions provocatrices à Clay et découvre plus tard des flamants roses dans la piscine ; Amanda et G.H. établissent un lien amical. Un deuxième bruit strident se fait entendre et le courant tombe en panne. Plus tard, Rose raconte à Amanda une parabole tirée d'un épisode de À la Maison-Blanche où Dieu tente de sauver un homme d'une inondation avec plusieurs avertissements et possibilités d'évasion.
Le lendemain matin, les dents d'Archie tombent inexplicablement ; pensant que cela est lié à la morsure de tique, telle la maladie de Lyme, G.H. suggère de rendre visite à Danny pour des médicaments. Rose, cependant, a disparu, Amanda et Ruth partent à sa recherche. Arrivées au cabanon, elles sont confrontées à un troupeau de cerfs qu'elles arrivent à chasser par leurs cris. Pendant ce temps, G.H. et Clay tentent de convaincre Danny, têtu, d'aider Archie, ce qui se solde par une impasse entre G.H. et Danny. Un Clay désespéré intervient, réussissant à convaincre Danny d'aider Archie. Après leur avoir vendu des médicaments, Danny révèle à G.H. que la maison d'un autre voisin pourrait être équipée d'un bunker, et suppose que les symptômes d'Archie sont causés par les bruits stridents, qu'il attribue à une arme à énergie dirigée comme à l'ambassade des États-Unis à Cuba (le syndrome de La Havane).
Secoué, G.H. dévoile à Clay et Archie les trois étapes qu'une campagne militaire pourrait utiliser pour renverser le gouvernement d'un pays de l'intérieur. La première étape consisterait à désactiver les communications et les transports, suivie d’une deuxième étape de chaos synchronisé, avec des attaques secrètes et de la désinformation. Une troisième étape, ensuite, se produirait d'elle-même : un coup d'État, une guerre civile. Le trio part pour le bunker. Pendant ce temps, Amanda et Ruth regardent New York se faire bombarder.
Dans le même temps, Rose a trouvé la maison du voisin. Après s'être restaurée des victuailles disponibles dans la cuisine, elle découvre le sous-sol et son bunker. À l’intérieur, un message informatique met en garde contre des attaques de forces armées rebelles et des niveaux de radiation élevés dans plusieurs villes américaines. Elle trouve une installation vidéo disponible et une bibliothèque remplie de DVD, avec celui de la série Friends ; elle s'installe pour regarder le final de la série.

## Fiche technique
Sauf indication contraire, les informations mentionnées dans cette section peuvent être confirmées par la base de données cinématographiques IMDb,  présente dans la section « Liens externes ».
- Titre original : Leave the World Behind
- Titre français : Le Monde après nous
- Réalisation : Sam Esmail
- Scénario : Sam Esmail, d'après Le Monde après nous (Leave the World Behind) de Rumaan Alam
- Musique : Mac Quayle
- Direction artistique : Christine Foley
- Décors : Anastasia White
- Costumes : Catherine Marie Thomas
- Photographie : Tod Campbell
- Montage : Lisa Lassek
- Production : Sam Esmail, Marisa Yeres Gill, Lisa Roberts Gillan, Chad Hamilton et Julia Roberts

Coproducteur : Peter Kohn
Producteurs délégués : Tonia Davis, Nick Krishnamurthy, Barack Obama, Michelle Obama et Daniel M. Stillman
- Sociétés de production : Esmail Corp, Higher Ground Productions et Red Om Films
- Société de distribution : Netflix
- Budget : n/a
- Pays de production :  États-Unis
- Langue originale : anglais
- Format : couleur
- Genre : thriller psychologique, post-apocalyptique
- Durée :  141 minutes
- Dates de sortie[1] :
  - États-Unis : 25 octobre 2023 (avant-première au Grauman's Chinese Theatre)
  - États-Unis : 22 novembre 2023 (sortie limitée en salles)
  - Monde : 8 décembre 2023 (sur Netflix)
- Classification[2] :
  - États-Unis : R
  - Monde : Interdit aux moins de 13 ans

## Distribution
- Ethan Hawke (VF : Jean-Pierre Michaël) : Clay Sandford
- Julia Roberts (VF : Céline Monsarrat) : Amanda Sandford
- Farrah Mackenzie (VF : Bianca Tomassian) : Rose Sandford
- Charlie Evans (VF : Arthur Raynal) : Archie Sandford
- Mahershala Ali (VF : Daniel Njo Lobé) : G. H. Scott
- Myha'la Herrold (VF : Amélia Ewu) : Ruth Scott
- Kevin Bacon (VF : Philippe Vincent) : Danny

## Production
Le film est co-produit par Barack et Michelle Obama, via leur société Higher Ground Productions (en).